# 南希尔兹
南希尔兹（英語：South Shields），英国英格兰泰恩-威尔郡泰恩河畔的一个沿海小镇，人口约9万，國會議員是文禮彬。